# Echinosepala lappiformis
Echinosepala lappiformis är en orkidéart som först beskrevs av Alfonse Henry Heller och Louis Otho Otto Williams, och fick sitt nu gällande namn av Alec M. Pridgeon och Mark W. Chase. Echinosepala lappiformis ingår i släktet Echinosepala och familjen orkidéer. Inga underarter finns listade i Catalogue of Life.